# Aeroport de Ciudad Real
L'Aeroport Central Ciudad Real (codi IATA: CQM, codi OACI: LERL) és un aeroport privat situat al sud de Ciudad Real (Espanya). Va entrar en funcionament l'any 2008.
L'aeroport té una pista d'aterratge de 4.000 m de llargària, 60 d'amplada i una orientació 10/28. Està previst per acollir avions de totes mides, fins i tot l'A380. Situat en l'eix ferroviari d'alta velocitat que uneix Madrid amb Sevilla, l'aeroport Central Ciudad Real serà el primer de l'estat espanyol on hom podrà arribar amb AVE.
La capacitat de l'aeroport és de 2 milions de passatgers a l'any. Això no obstant, el volum de passatgers des de la inauguració ha estat força inferior. L'any 2009 el nombre total de passatgers va ser de 53.000. L'aeroport de Ciudad Real, el primer aeoròdrom de titularitat privada d'Espanya per a grans aeronaus, havia de ser porta per a Castella- La Manxa, així com una alternativa a la congestió de Madrid-Barajas.
Coincidint amb el cinquè aniversari del primer enlairament, l'administració concursal ha posat a la venda la infraestructura (2013), amb un preu mínim de 100 milions d'euros.En el cas que no es vengui en aquesta primera fase, s'obrirà una subhasta amb un preu rebaixat entre 80 i 100 milions. El setembre de 2015 el jutgat de primera instància de Ciudad Real va fer públic que la millor oferta de compra rebuda era per un import de 88 milions d'euros, provinent de la companyia Eca Program Group, especialitzada en avions militars privats.

## Aerolínies i destinacions
Els vols regulars que operen des de l'aeroport de Ciudad Real tenen com a origen i destinació:
- Ryanair: Londres-Stansted
- Vueling: Barcelona
- Vueling: París-Charles de Gaulle